# Сокчхо
Сокчхо́ (кор. 속초시?, 束草市?, Sokcho-si) — город в провинции Канвондо, Южная Корея. Расположен в северо-восточной части страны на берегу Восточного моря.

## История
Древнейшие поселения людей в черте города относятся к бронзовому веку. В древности территория современного Сокчхо принадлежала раннему корейскому государству Когурё, а в VI веке перешла под контроль государства Силла. После административной реформы 757 года здесь была образована административная единица Иннёнхён (район Иннён). В 1221 году (династия Корё) территория вошла в состав Янджу.
Старейшее упоминание о Сокчхо относится к 1760 году — город был нанесён на карту государства Чосон.
С 24 августа 1945 года по 8 января 1951 года Сокчхо находился под властью северного коммунистического правительства, после чего был отвоёван южнокорейскими войсками.
В 1963 году Сокчхо был присвоен статус города.

## География
Сокчхо расположен на берегу Японского моря в 62 километрах к югу от Демилитаризованной зоны и является воротами в национальный парк Сораксан. Существует паромная переправа, соединяющая Сокчхо с Приморским краем.
Климат Сокчхо немного отличается от климата континентальной части Кореи. Город окружён горами с запада и лежит на берегу моря, поэтому климат попадает под влияние океана. Среднегодовая температура — 11,8 °C, среднегодовое количество осадков — 1300 мм. Средняя скорость ветра — 3,1 м/с.

## Население
Динамика численности населения по годам:
| 1970   | 1975   | 1980   | 1985   | 1990   | 1995   | 2000   | 2005   | 2010   |
| ------ | ------ | ------ | ------ | ------ | ------ | ------ | ------ | ------ |
| 73 024 | 71 351 | 65 759 | 69 430 | 73 758 | 81 979 | 87 880 | 84 706 | 80 505 |

## Административное деление
Сокчхо административно делится на 8 тон (дон):
| Название  | Хангыль | Площадь, км² | Население, чел |
| --------- | ------- | ------------ | -------------- |
| Йоннандон | 영랑동  | 7,60         | 6217           |
| Кёдон     | 교동    | 0,75         | 13 066         |
| Кымходон  | 금호동  | 1,43         | 7976           |
| Нохактон  | 노학동  | 22,29        | 23 412         |
| Тонмёндон | 동명동  | 0,78         | 4360           |
| Тэпходон  | 대포동  | 65,89        | 3933           |
| Чояндон   | 조양동  | 5,62         | 20 915         |
| Чхонходон | 청호동  | 0,94         | 4720           |

## Экономика
Бюджетообразующая отрасль экономики: туризм. Полоса пляжей и соседство известных гор Сораксан привлекает в город множество гостей как из Южной Кореи, так и из-за границы.
Бюджет города в 2003 году составил 160,700 млрд вон (около 150 млн долларов).

## Туризм и достопримечательности
Исторические:
- Буддийский монастырь Синхынса, построенный в 1750 году. Является одним из крупнейших буддийских храмов в стране.
- Трёхэтажная пагода Хянсонсаджи (VIII век) времён государства Силла.

Природные:
- Национальный парк Сораксан. Помимо национального парка на горе Сораксан есть множество туристических маршрутов и памятников старины.
- Водопады Бирён и Товансон.
- Горячие источники Чхоксан. Сейчас на месте этих источников расположен большой спа-курорт.
- Озеро Йонгаранхо — площадь этого озера составляет 1140 км². На побережье находится множество гостиниц и ресторанов[5].

Фестивали:
- Фестиваль народного искусства Кореи. Проходит каждый год в течение 3 дней в конце сентября — начале октября.
- Фестиваль снежинок на горе Сораксан.
- Новогодний праздник встречи рассвета (в Сокчхо из-за географического положения солнце восходит раньше, чем в большинстве других регионов Кореи)[6].

## Символы
Как и все остальные города и уезды в стране, Сокчхо имеет ряд символов:
- Цветок: хризантема — символизирует богатство и благополучие горожан.
- Дерево: гингко — символизирует непрерывный прогресс.
- Птица: голубь — символизирует дружбу между жителями города и их мирный нрав.

## Города-побратимы
Сокчхо имеет несколько городов-побратимов:
- Грешам (штат Орегон), США — с 1985.
- Уезд Тайдун (провинция Тайвань), Тайвань — с 1992.
- Ёнаго (префектура Тоттори), Япония — с 1995.
- Нюдзэн (префектура Тояма), Япония — с 1996.
- Сакаиминато (префектура Тоттори), Япония — с 2000.

## Галерея

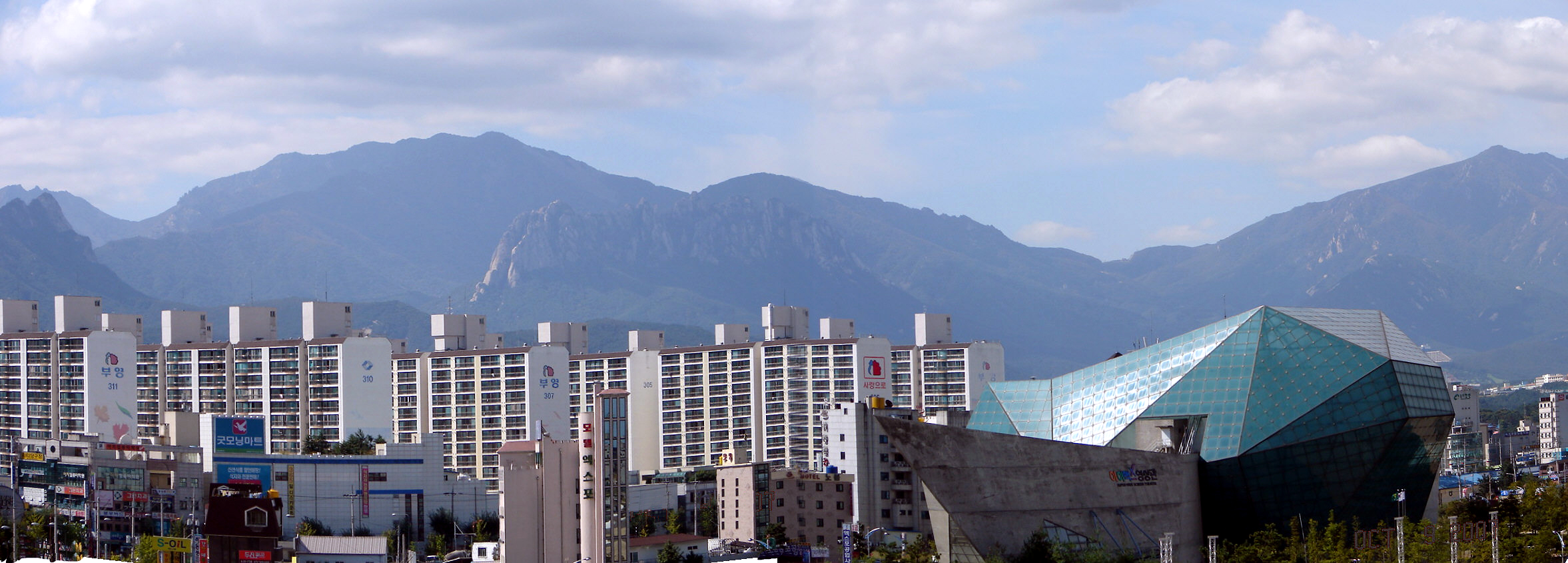
Горы Сораксан
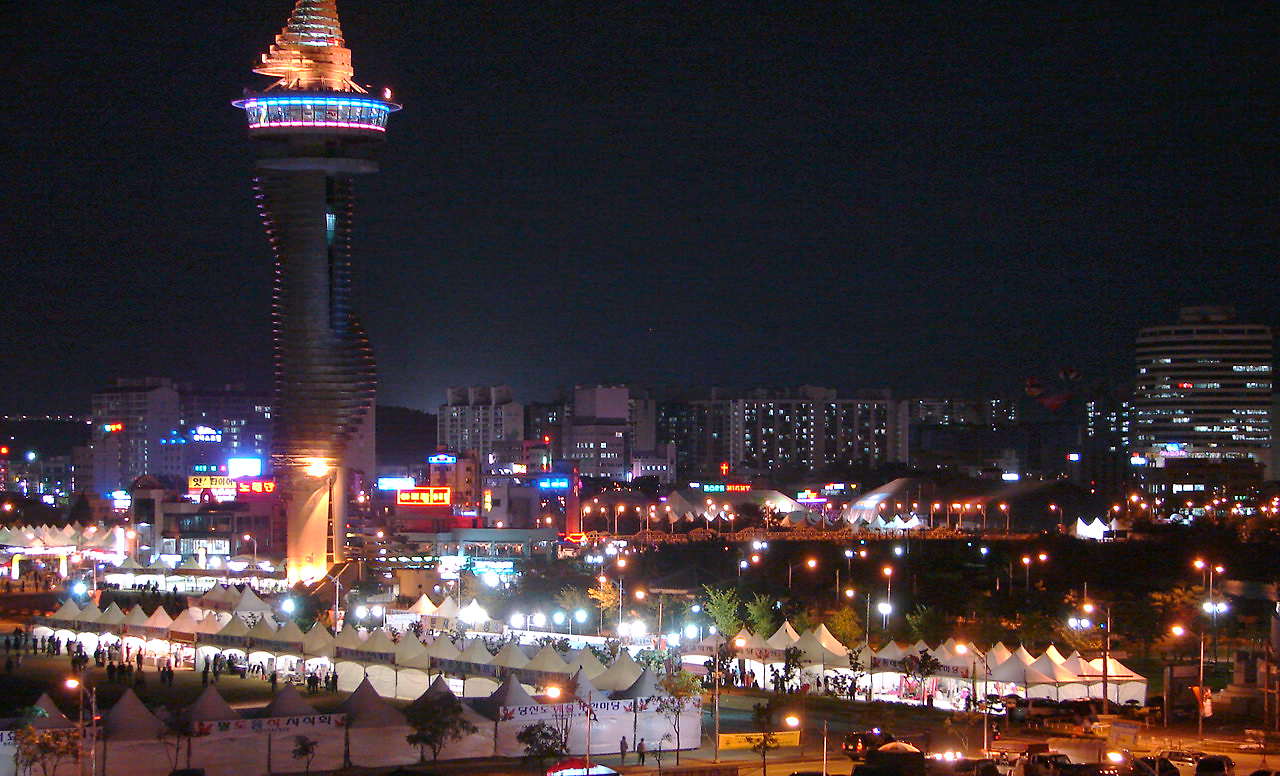
Центр Сокчхо
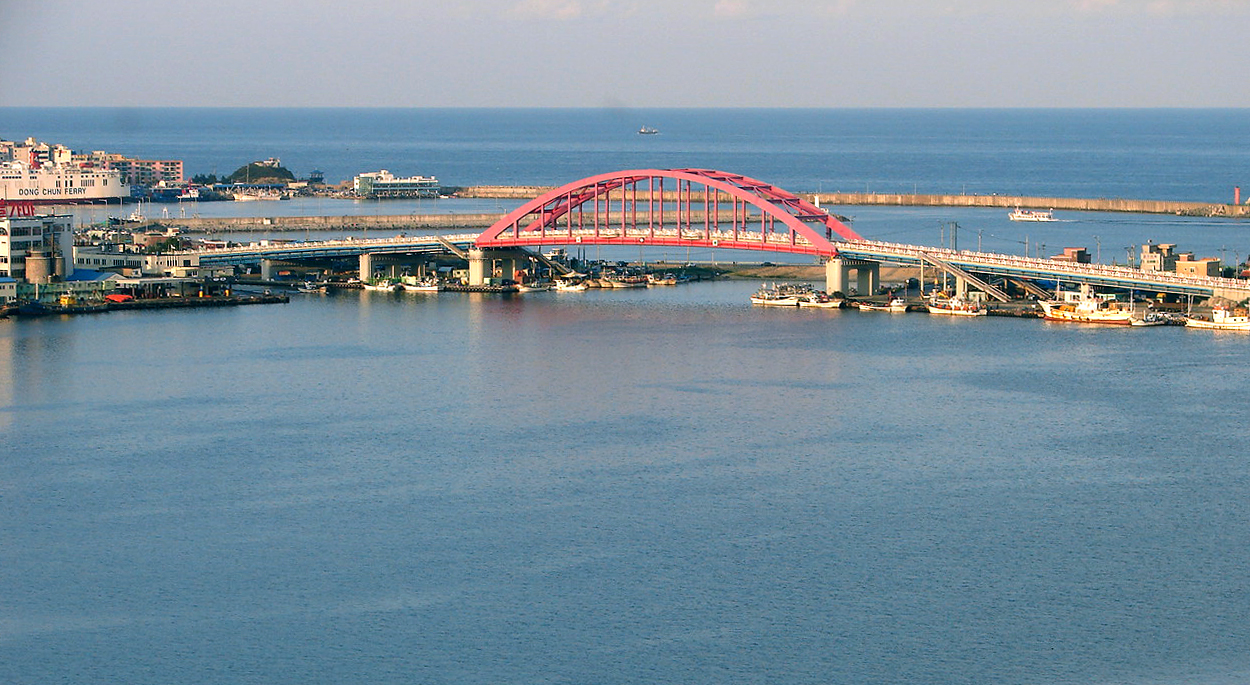
Мост через озеро Чхончхохо